# Herb powiatu łomżyńskiego
Herb powiatu łomżyńskiego – jeden z symboli powiatu łomżyńskiego, ustanowiony 28 września 2006.

## Wygląd i symbolika
Herb przedstawia na tarczy w polu czerwonym dwudzielnym w słup w polu prawym jest pół mazowieckiego orła białego, a w polu lewym postać św. Wawrzyńcaw lewo wegosrebrnej szacie z czarną kratą w jednej i księgą tego samego koloru oraz zielonym liściem w drugiej ręce.